# Liste der Biografien/Rods
Liste der Biografien |
Portal Biografien |
Personensuche
# |
A |
B |
C |
D |
E |
F |
G |
H |
I |
J |
K |
L |
M |
N |
O |
P |
Q |
R |
S |
T |
U |
V |
W |
X |
Y |
Z |
?
 
Ra |
Rb |
Rd |
Re |
Rh |
Ri |
Rj |
Rk |
Rl |
Rm |
Rn |
Ro |
Rr |
Rs |
Rt |
Ru |
Rv |
Rw |
Rx |
Ry |
Rz
 
Roa |
Rob |
Roc |
Rod |
Roe |
Rof |
Rog |
Roh |
Roi |
Roj |
Rok |
Rol |
Rom |
Ron |
Roo |
Rop |
Roq |
Ror |
Ros |
Rot |
Rou |
Rov |
Row |
Rox |
Roy |
Roz 
 
Roda |
Rodb |
Rodd |
Rode |
Rodf |
Rodg |
Rodh |
Rodi |
Rodj |
Rodk |
Rodl |
Rodm |
Rodn |
Rodo |
Rodr |
Rods |
Rodt |
Rodu |
Rodw |
Rody |
Rodz
Die Liste der Biografien führt alle Personen auf, die in der deutschsprachigen Wikipedia einen Artikel haben. Dieses ist eine Teilliste mit 5 Einträgen von Personen, deren Namen mit den Buchstaben „Rods“ beginnt.

## Rods

### Rodsa
- Rodsajewski, Konstantin Wladimirowitsch (1907–1946), russischer Politiker der (RFP)

### Rodsc
- Rodschinka, Bruno (1891–1929), deutscher Pilot

### Rodsh
- Rodshtein, Maxim (* 1989), russisch-israelischer SchachgroßmeisterMaxim Rodshtein (* 1989)

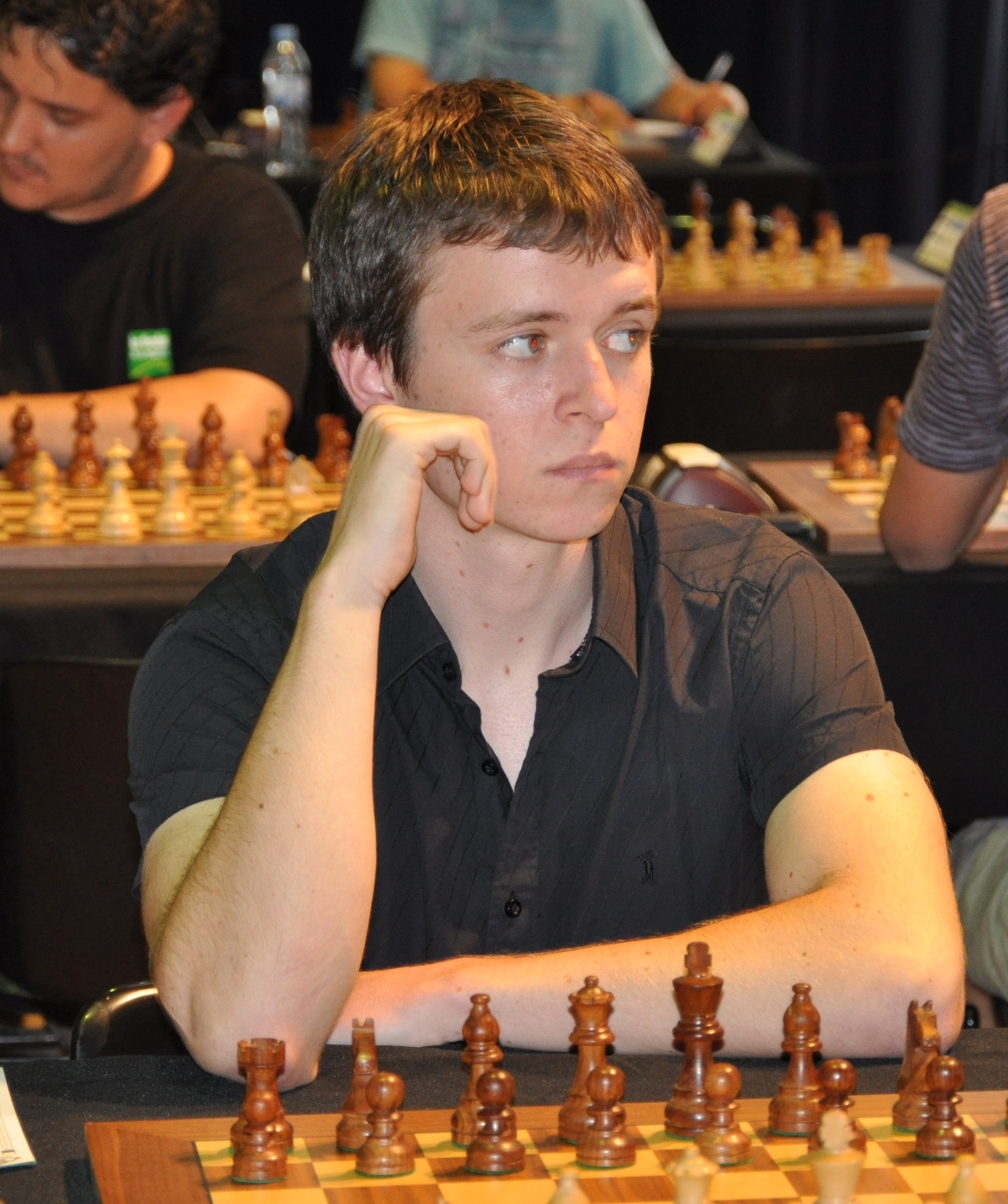
Maxim Rodshtein (* 1989)

### Rodsj
- Rodsjanko, Alexander Pawlowitsch (1879–1970), russischer Militär

### Rodsk
- Rodska, Usewalad (1920–1946), belarussischer politischer Aktivist